# 顧榮
顧榮（3世紀—312年），字彥先，吳國吳縣（今江蘇蘇州）人。出身江南大姓，東吳丞相顧雍之孫，吳宜都太守顧穆之子。顧榮先後入仕東吳和西晉，在西晉末年支持渡江移鎮江東的晉元帝司馬睿，又推薦江南一眾名士給司馬睿任用，協助建立東晉。

## 生平
顧榮機靈而天資聰敏，二十歲入仕東吳，任黃門侍郎、太子輔義都尉。咸寧六年（280年），西晉滅東吳，顧榮與陸機和陸雲兄弟入洛陽，號為三俊，官拜郎中，後歷任尚書郎、太子中舍人、廷尉正。

### 八王之亂
永康元年（300年），趙王司馬倫廢殺賈后掌權，淮南王司馬允討伐司馬倫但失敗，遭司馬倫誅殺，部下僚屬都收付廷尉，將被誅殺。顧榮公平處理，很多人獲免罪而得以存活。建始元年（301年），司馬倫篡位稱帝，顧榮改任司馬倫兒子大將軍司馬虔的長史。
同年齊王司馬冏討伐司馬倫成功，任大司馬執掌政權，並召顧榮為主簿。顧榮見司馬冏專權擅權，恐怕日後司馬冏倒台後會被誅連，提心吊膽並有輕生念頭，於是終日酒醉，不理公事，並將事情告知朋友馮熊。馮熊於是向司馬冏長史葛旟建議轉顧榮為中書侍郎。顧榮獲轉任中書侍郎後不再飲酒，但被人懷疑為何有這麼大的轉變，顧榮因害怕獲追究而再飲。直至司馬冏於太安元年（302年）十二月被長沙王司馬乂擊敗被殺，顧榮亦因討伐葛旟有功而封嘉興伯，轉太子中庶子。
司馬乂在擊敗司馬冏後任太尉，又以顧榮為長史。永安元年（304年），成都王司馬穎與河間王司馬顒聯軍擊敗司馬乂，司馬穎升任丞相，又以顧榮為從事中郎。同年東海王司馬越帶晉惠帝親征司馬穎失敗，晉惠帝被俘至鄴城，顧榮兼任侍中，並被派往拜謁皇陵。但當時司馬顒部將張方已據洛陽，顧榮受阻不得進，逃到陳留。同年晉惠帝被張方脅逼到長安，又徵召顧榮為散騎常侍，但顧榮見中原大亂，不應命並回到吳國。次年東海王司馬越在徐州起兵迎惠帝回洛陽，任命顧榮為軍諮祭酒。

### 江東平亂
永興二年（305年），右將軍陳敏在歷陽叛變，驅逐揚州刺史劉機和丹楊太守王曠，意圖割據江東，又禮遇一眾江東豪傑和名士，以顧榮為右將軍、丹楊內史，其他四十餘人亦獲選任為將軍和郡守。但陳敏才能平庸亦無遠大謀略，刑政無章，江南一眾有識之士都不服從他，而且其縱容子弟橫行亦被當地人視為禍患。顧榮和周玘等一直都不是盡忠於陳敏，更終日擔心跟隨著他會遭禍劫。永嘉元年（307年），顧榮等人接到廬江太守華譚寫給他們的信，華譚在信中斥責他們接受叛變的陳敏所授的官位，為他做事；更稱他日朝廷派兵討平陳敏後，顧榮等人都愧對中原之士。顧榮看後大感羞愧，於是決定反叛陳敏，令人密報征東大將軍劉準派兵臨江，自己作為內應。劉準及後派揚州刺史劉機等領兵到歷陽，陳敏亦派弟弟陳昶及將軍錢廣到烏江對抗劉機。周玘及後成功令錢廣背叛陳敏，殺害陳昶，並勒兵朱雀橋南。陳敏知道後使派其姻親甘卓領兵討伐錢廣，顧榮卻與周玘一同勸甘卓背叛陳敏；甘卓由於向來敬重顧榮，又因陳昶之死而感恐懼，因而決心背叛陳敏，並與周玘等人進攻陳敏。陳敏即領兵一萬多人討伐甘卓，但甘卓士兵向陳敏軍說：「本所以戮力陳公者，正以顧丹楊（顧榮）、周安豐（周玘）耳；今皆異矣，汝等何為！」成功動搖陳敏軍心，顧榮出來以白羽扇向陳敏軍一揮，陳敏軍就潰散，陳敏唯有單騎北走，途中被捕並被殺。平定叛變後，顧榮獲任命為侍中，但到徐州後聽聞北方愈來愈混亂，在徐州遲疑不進，司馬越又寫信給徐州刺史裴盾，說若顧榮等人顧望，則要以軍禮護送。顧榮等人知道後大為恐懼，立刻解船棄車，逃回故鄉吳郡。

### 助建東晉
同年，安东将军、琅邪王司馬睿移鎮建業（建康，今南京），顧榮獲任命為安東军司，加散骑常侍，用作招攬江南士族的支持。司馬睿有任何政事籌劃都會諮詢顧榮的意見。顧榮作為江南名士，又居要職，因而甚得朝野敬重。顧榮又向司馬睿推薦陆曄、甘卓、顧謙、殷祐、杨彦明、謝行言等一些未被任用的江南名士，司馬睿都採納並一一任官。
永嘉六年（312年）顧榮在任內逝世，司馬睿十分哀痛，追贈侍中、驃騎將軍、開府儀同三司，諡曰元。建武元年（317年），司馬睿改稱晉王，追封顧榮為公爵，開國，封食邑。

## 逸事
- 顧榮在吳亡後到洛陽任官，期間常常飲酒，更向同郡好友張翰說：「惟酒可以忘憂，但無如作病何耳。」他日張翰慨嘆時局混亂，像顧榮這些有名氣的人難以求退保身，勸他凡事曕前顧後時，顧榮亦愴然地說：「吾亦與子採南山蕨，飲三江水耳。」渴望與他歸隱。[4]
- 顧榮任司馬倫兒子的長史時，曾與同僚宴飲，期間看見拿著烤肉的侍者貌狀不凡，又有想吃烤肉的樣子，顧榮於是割下烤肉送給他吃。同坐的人問他為何要這樣做，顧榮回答：「怎能拿著烤肉一整天卻未嘗過它的味道！」司馬倫倒台後，顧榮亦被捕，將被誅殺，卻遇上了當日的侍者，當時身為督率的侍者最終救了顧榮。[5]
- 顧榮向來喜好撫琴，亡故後，張翰前來大哭，既而上床鼓琴數曲，撫琴而感歎：「顧彥先還能再欣賞這琴音嗎？」。
- 陳敏作亂時華譚曾寫信詰責顧榮，顧榮懷恨在心，後來紀瞻向晉元帝進薦華譚，顧榮卻作阻撓，令華譚數年都不得任職[6]。

## 子女
- 顧毗，官至散騎侍郎。

## 附註
1. ↑  即《三國志》所載的顧裕
2. ↑  顧榮曾與楊彥明通書信，寫自己「恒慮禍及，見刀與繩，每欲自殺，但人不知耳。」
3. ↑  《晉書·甘卓傳》
4. ↑  《晉書·文苑·張翰傳》
5. ↑  《世說新語·德行篇》有相似記述，但拿著烤肉的侍者他日不是督率，而是顧榮回到江東後每逢危難都仍堅持追隨自己的侍從。
6. ↑  《晉書·華譚傳》

## 延伸阅读
[在维基数据编辑]
 《晉書/卷068》，出自房玄齡《晉書》